# Otto Wilckens

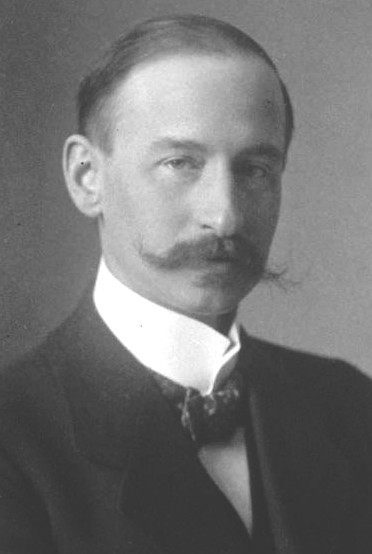
Otto Wilckens, 1913

Otto Rudolph Wilckens  (* 17. September 1876 in Bremen; † 2. Februar 1943 in Straßburg) war ein deutscher Geologe und Paläontologe.

## Leben
Wilckens, Sohn eines Anwalts, besuchte das Alte Gymnasium in Bremen mit dem Abitur 1896. Er studierte in Genf, Straßburg, Freiburg im Breisgau, Berlin und Heidelberg Geologie und Paläontologie. 1903 wurde er bei Gustav Steinmann in Freiburg promoviert (Revision der Fauna der Quiriquina-Schichten) und 1905 habilitierte er sich in Freiburg (Die Meeresablagerungen der Kreide- und Tertiärformation in Patagonien). Beides mit Arbeiten über die Geologie und Paläontologie Südamerikas. Er habilitierte sich in Bonn um und vertrat Steinmann, der ab 1906 Professor in Bonn war, 1908 bei der Leitung des Geologischen Instituts während dessen Südamerika-Reise und erhielt dafür den Professorentitel. 1910 wurde er außerordentlicher Professor in Jena und 1913 ordentlicher Professor und Direktor des Geologisch-Paläontologischen Instituts der Universität Straßburg. Er bearbeitete paläontologische Funde der Schwedischen Antarktisexpedition von Otto Nordenskjöld, die 1901 bis 1903 stattfand, speziell Anneliden, Bivalven und Gastropoden der Kreide und Mollusken des Tertiärs, und befasste sich mit der Tektonik der Alpen (speziell forschte er über das Adulagebirge in Graubünden).
1918 verlor er seine Frau und im selben Jahr nach Ende des Ersten Weltkriegs seinen Professorenposten in Straßburg. 1919 erhielt er einen Lehrauftrag an der Universität Bonn. Er bearbeitete weiter antarktische Fossilien und im Auftrag des Geological Survey von Neuseeland Gastropoden der oberen Kreide und Trias-Fossilien aus Neuseeland (sowie auf Bitten von Johannes Wanner Fossilien aus Indonesien). Außerdem befasste er sich mit der Geologie der Umgebung von Bonn. 1923 erhielt er in Bonn einen Lehrauftrag der Geologie und Paläontologie des Rheinlandes. Außerdem lehrte er an der Landwirtschaftlichen Hochschule Bonn-Poppelsdorf, was nach deren Integration in die Universität zu einem Lehrauftrag für Bodenkunde führte. Er stand der geologisch-mineralogischen Sammlung vor und unterrichtete Geologie für Geodäten. Nachdem er offiziell noch weiter den Titel eines Professors im Wartestand der Universität Straßburg führte (ab 1938 im Ruhestand), wurde er 1941 kommissarisch und 1942 als ordentlicher Professor erneut Direktor des Geologischen Instituts der unter deutscher Besetzung von deutscher Seite wiederbelebten Universität Straßburg.
1901 wurde er Mitglied der Deutschen Geologischen Gesellschaft, 1905 Mitglied der Schweizerischen geologischen Gesellschaft, im Gründungsjahr 1910 Mitglied der Geologischen Vereinigung, und noch im Gründungsjahr 1912 Mitglied der Paläontologischen Gesellschaft.
Er war neben Steinmann Schriftleiter der Geologischen Rundschau (1925 bis 1938 als Hauptschriftleiter) und Mitherausgeber des Handbuchs der Regionalen Geologie (wobei er ab 1919 Hauptherausgeber war).
1936 wurde er Ehrenmitglied der Royal Society of New Zealand. Er stand der Abteilung Naturwissenschaft der Niederrheinischen Gesellschaft für Natur- und Heilkunde vor. Ihm zu Ehren benannt ist die Wilckenskette im Zentrum Südgeorgiens sowie die Wilckens Gully auf Snow Hill Island.

## Schriften (Auswahl)
- Revision der Fauna der Quiriquina-Schichten. In: Neues Jahrbuch für Mineralogie, Geologie und Paläontologie. Beilagebände. Bd. 18 (1904), S. 181–284 (Freiburg i. B., Phil. Diss. v. 1904).
- Die Meeresablagerungen der Kreide- und Tertiärformation in Patagonien.  In: Neues Jahrbuch für Mineralogie, Geologie und Paläontologie. Beilagebände. Bd. 21 (1905), S. 98–195 (Freiburg i. B., Phil. Fak., Hab.-Schr. v. 1905).
- Grundzüge der tektonischen Geologie. Fischer, Jena 1912.
- Der Deckenbau der Alpen. Urban & Schwarzenberg, Berlin 1914 (Fortschritte der Naturwissenschaftlichen Forschung; 10,1).
- Allgemeine Gebirgskunde. Fischer, Jena 1919.
- Geologische Heimatkunde von Bremen. Borntraeger, Berlin 1922.
- Die Geologie der Umgegend von Bonn. Borntraeger, Berlin 1927.